# Continuümmechanica
Continuümmechanica is de tak van de mechanica die de bewegingen van gassen, vloeistoffen en vaste stoffen probeert te verklaren op een geïdealiseerde manier. In plaats van het volgen van elk individueel deeltje wordt het continuümmodel gebruikt. Continuümmechanica wordt onder meer gebruikt in de micromechanica, maar ook de vloeistofmechanica is een onderdeel van de continuümmechanica.
Een van de belangrijkste punten in continuümmechanica is dat elk naburig punt in het continuüm ook het naburig punt blijft, ongeacht de deformaties of rotaties die het continuüm ondervindt. Voor een vaste stof is dit nog wel aardig te visualiseren, maar bij een vloeistof of gas wordt het al wat moeilijker. De sleutel tot het begrijpen ervan is dat een materiepunt geen deeltje of molecuul is, maar een verzameling van voldoende deeltjes zodat deze statistisch iets voorstellen. Naburige deeltjes zullen dan ook geen naburige deeltjes blijven, maar gemiddeld zal dit wel zo zijn.
- Bibliothèque nationale de France: cb119428967 (data)
- Gemeinsame Normdatei: 4032296-8
- Library of Congress Control Number: sh85031576
- Bibliotheek van het Japanse parlement: 00575759
- Nationale Bibliotheek van Tsjechië: ph115248
- Nationale Bibliotheek van Israël: 987007557831705171